# Festuca pallescens
Festuca pallescens är en gräsart som först beskrevs av St.-yves, och fick sitt nu gällande namn av Parodi. Festuca pallescens ingår i släktet svinglar, och familjen gräs. Inga underarter finns listade i Catalogue of Life.